# Epic Mickey 2: L'avventura di Topolino e Oswald
Epic Mickey 2: L'avventura di Topolino e Oswald (Epic Mickey 2: The Power of Two in Nord America, Epic Mickey: The Power of 2 in Europa) è un videogioco di genere avventura dinamica open world del 2012 sviluppato da Junction Point Studios con il supporto di Blitz Game Studios e pubblicato da Disney Interactive Studios, sequel di Epic Mickey del 2010.
Il titolo è stato sviluppato per le maggiori piattaforme, abbandonando quindi l'esclusività per Nintendo Wii che aveva caratterizzato il predecessore, mentre per Nintendo 3DS è uscito il videogioco Epic Mickey: Il potere della magia, con una trama differente.
Esiste anche una versione per Windows, inizialmente cancellata, ma poi pubblicata il 4 ottobre 2013 per alcuni mercati dell'Europa orientale (Polonia, Repubblica Ceca e Ungheria). Il 6 ottobre 2014 questa versione è uscita in tutto il mondo sulla piattaforma digitale Steam.

## Trama
Dopo l'incursione di Topolino, Rifiutolandia è in fase di riparazione: i fiumi di solvente vengono incanalati sottoterra e quelli in superficie più piccoli vengono bonificati e trasformati in Pittura, grazie al lavoro dei Guardiani del Solvente e della Pittura. Gli abitanti della città sono impegnati nei lavori di ricostruzione, quando scoppia un violento terremoto: riappare lo Scienziato Pazzo, che sembra pentito delle sue cattive azioni e spiega a Oswald che i terremoti sono causati dai Macchiaworx, ossia dei Macchiaioli ribellatisi al suo controllo. Lo Scienziato offre dunque il suo aiuto per fermarli. Oswald gli dà fiducia, ma la sua compagna Ortensia e Gus, il capo dei gremlin, non si fidano di lui: costruiscono perciò un portale nel Castello della Bella Ottenebrata per permettere a Topolino di ritrovare il Pennello Magico e tornare a Rifiutolandia, in modo da poter affiancare nuovamente Oswald.
Arrivato a Rifiutolandia, Topolino ritrova i suoi vecchi amici e decide di mettersi in viaggio con Oswald per salvare Rifiutolandia. I due viaggiano da una zona all'altra di Rifiutolandia per sistemare i vari danni causati dal sisma e aiutare gli abitanti della città, oltre che per indagare sulle origini del terremoto, riparando man mano i proiettori che consentono loro di accedere a nuove zone.
Nel corso del viaggio, Topolino e Oswald scoprono che lo Scienziato Pazzo non si era davvero redento: egli voleva infatti ottenere un cuore e scappare da Rifiutolandia, in modo da smettere di essere un animatronico e diventare un il cartone animato più cattivo, forte e famoso mai esistito; per farlo aveva bisogno di un'immensa quantità di Guardiani (il cui risveglio aveva causato i terremoti) e del Pennello Magico di Topolino.
Topolino e Oswald affrontano lo Scienziato Pazzo in un'arena da lui stesso costruita, e riescono infine a sconfiggerlo, facendolo cadere in una enorme pozza di Solvente. Il finale cambia a seconda delle scelte fatte dal giocatore nel corso del gioco e da quali e quante missioni secondarie si sono portate a termine:
- Finale Buono/Finale Pittura: sbloccato se il giocatore ha usato maggiormente o esclusivamente la Pittura per avanzare nel gioco e sconfiggere i boss intraprendendo il Sentiero della Pittura.

Lo Scienziato Pazzo afferra Oswald per farlo cadere con sé nel Solvente, ma Topolino spruzza della Pittura sullo Scienziato che torna per un momento buono e, in un gesto d'eroismo, salva Topolino e Oswald. Lo Scienziato chiede a Oswald perché volesse salvarlo nonostante la sua malvagità: il Coniglio gli spiega che per ottenere il rispetto non servono cattiveria e potere, ma coraggio e affetto verso gli altri. Lo Scienziato comprende la lezione, e i Guardiani della Pittura lo trasformano per premio in un cartone animato. A Rifiutolandia si tiene una parata per festeggiare la vittoria di Topolino e Oswald: Orazio si dichiara a Clarabella; il Dragone Macchiaworx si mette in testa alla parata spruzzando cuori alla folla; Paperino Animatronico dona un mazzo di fiori a Paperina Animatronica e questa li accetta volentieri; Ian dona gelati ai Macchiaioli del Vicolo di Macchia Nera; Dolores offre un gelato a uno sbigottito Paulie, il direttore della gelateria; il Mech di Prescott sfila nella parata senza causare danni. Infine lo Scienziato Pazzo sfila felice al fianco di Topolino e Oswald.
- Finale Cattivo/Finale Solvente: sbloccato se il giocatore ha usato maggiormente o esclusivamente il Solvente per avanzare nel gioco e sconfiggere i boss intraprendendo il Sentiero del Solvente.

Lo Scienziato Pazzo afferra Oswald per farlo cadere con sé nel Solvente, ma Topolino spruzza del Solvente allo Scienziato, senza ottenere alcun effetto. Oswald, con il suo telecomando, libera i Guardiani del Solvente, che catturano lo Scienziato e lo fanno cadere nella vasca di Solvente: il destino del nemico viene lasciato incerto. Durante la parata, il Dragone Macchiaworx è portato a mo' di Dragone Cinese dagli abitanti di Male Street; Orazio guarda Clarabella sconsolato, non sapendo come dichiararle il suo amore; Paperina Animatronico si arrabbia con Paperino Animatronico; il Mech di Prescott, divenuto pazzo, demolisce un edificio; i Macchiaioli del Vicolo di Macchia Nera creano problemi a Ian. Infine Topolino e Oswald vengono acclamati dalla folla.

### Epilogo
Qualunque sia il finale ottenuto, un ultimo filmato mostra Pietro Gambadilegno, il Piccolo Pietro e Pietro Pan (insieme a Gambatronico, se si porta a termine la relativa missione) rapiscono il gremlin Prescott ed entrano nel proiettore di Avventurolandia, chiaramente intenzionati a fare qualcosa di malvagio.

## Modalità di gioco
Il gioco si divide in un prologo, tre episodi (Riunione di famiglia, Un piccolo mistero, Negli abissi) e un epilogo. Come nel titolo precedente, a seconda delle azioni svolte e delle scelte effettuate dal giocatore si otterranno diversi finali.
Questo secondo capitolo presenta diverse novità rispetto al predecessore. Innanzitutto è stata implementata la modalità multigiocatore: il primo giocatore controllerà Topolino, il secondo Oswald. È possibile assumere il controllo di Oswald solo tramite l'inserimento di un secondo controller, in quanto in modalità giocatore singolo non è stato reso disponibile un comando di switch fra i due personaggi, permettendo quindi di giocare solo con Topolino.
Topolino può difendersi dai nemici spruzzando dal pennello magico della pittura, di colore blu con il potere di ridisegnare i cartoni sciolti e di rendere amichevoli i nemici, oppure del solvente, di colore verde con il potere di cancellare cartoni e nemici. Topolino può anche usare i "bozzetti fatati", ossia speciali attacchi che permettono di far levitare gli oggetti, distruggere i nemici, rallentare il tempo o distrarre i nemici; ce ne sono in tutto quattro. Topolino può inoltre tirare calci ed effettuare un doppio salto.
Oswald può stordire i nemici lanciando delle scosse elettriche dal suo telecomando oppure creare un campo elettromagnetico con esso. Può inoltre tirare calci, lanciare il braccio come fosse un boomerang e planare dopo un salto facendo roteare le orecchie come eliche di un elicottero.
La cooperazione fra Topolino e Oswald è indispensabile per il prosieguo dell'avventura, in quanto le abilità dei due si completano a vicenda. Ad esempio se si vuole raggiungere una zona lontana, Topolino si dovrà attaccare ai piedi di Oswald che planerà grazie alle sue orecchie fino alla zona desiderata, trasportando così anche l'amico.
Sia le abilità di Topolino che quelle di Oswald sono potenziabili in diversi modi fra i quali l'acquisto degli appositi potenziamenti nei negozi sparsi per le zone di Rifiutolandia.
Per muoversi da una zona all'altra di Rifiutolandia si dovranno superare delle sezioni a scorrimento orizzontale che ricalcano e omaggiano i vecchi cortometraggi delle Sinfonie allegre della Disney. Queste sezioni si affrontano entrando nei proiettori o nei DEC, cunicoli sotterranei ricchi di citazioni dei classici Disney. Durante queste fasi d'esplorazione si potranno collezionare le pizze dei film 2D, molto utili per viaggiare rapidamente da una zona all'altra senza dover ogni volta ripercorrere la sezione a scorrimento orizzontale. Basterà infatti consegnare le pizze raccolte al proiezionista del Cinema di Rifiutolandia, saltando così direttamente alla zona desiderata.
Si possono raccogliere le Spille per risvegliare gli Spiriti di Rifiutolandia, che riposano nelle statue custodite nel Museo della città. Una volta risvegliati, potenzieranno le abilità di Topolino e Oswald. Per risvegliare gli Spiriti serve un numero variabile di Spille; per alcuni ne servono due, per altri ne serviranno sette. Le Spille sono anche acquistabili presso l'apposito negozio, ma si possono trovare pure nei forzieri e nei bauli.
Altra novità sono i costumi, disponibili in diverse forme sia per Topolino, che ne può avere fino a sei, sia per Oswald, che ne può avere fino a cinque. Ogni costume è composto da tre parti, ossia testa, torso e scarpe; alcuni sono racchiusi in forzieri, altri acquistabili nel negozio del merciaio in cambio di pezzi di stoffa e consentono di cambiare le abilità di Topolino e Oswald.
Elemento innovativo del gameplay sono dei "pozzi" o "calamai" nei quali sgorga, pitturando o solvendo tutti gli oggetti nelle vicinanze, rispettivamente "inchiostro Invisibile" o "inchiostro indelebile". Il primo rende Topolino e Oswald invisibili ai nemici e ai mezzi di sorveglianza, e si presenta azzurro; il secondo rende completamente invulnerabili ai danni fisici di nemici e solvente ed è dorato. L'effetto di questi inchiostri speciali è abbastanza duraturo, tuttavia se il giocatore si muove troppo velocemente, esegue un doppio salto o attacca in continuazione, l'inchiostro, essendo molto "scivoloso", scivola via e svanisce.
Oltre alla trama principale sono presenti anche venti missioni secondarie che si sbloccheranno avanzando nel gioco e che si possono compiere in qualunque momento si voglia. Ogni missione può essere risolta solitamente in due modi; spetterà al giocatore scegliere quale strada intraprendere tenendo conto che ogni azione compiuta si ripercuoterà in futuro sull'esito della trama principale e delle altre missioni secondarie.

## Doppiaggio
| Personaggio              | Doppiatore originale | Doppiatore italiano |
| ------------------------ | -------------------- | ------------------- |
| Topolino                 | Bret Iwan            | Alessandro Quarta   |
| Oswald                   | Frank Welker         | Franco Mannella     |
| Yen Sid                  | Corey Burton         | Germano Longo       |
| Scienziato pazzo         | Jim Meskimen         | Ernesto Brancucci   |
| Ortensia                 | Audrey Wasilewski    | Flaminia Fegarotti  |
| Gremlin Gus              | Cary Elwes           | Sandro Acerbo       |
| Pietro Gambadilegno      | Fred Tatasciore      | Angelo Nicotra      |
| Piccolo Pietro           | Fred Tatasciore      | Angelo Nicotra      |
| Gambatronico             | Fred Tatasciore      | Angelo Nicotra      |
| Pietro Pan               | Fred Tatasciore      | Angelo Nicotra      |
| Pippo                    | Bill Farmer          | Roberto Pedicini    |
| Paperino                 | Tony Anselmo         | Luca Eliani         |
| Paperina                 | Tress MacNeille      | Laura Lenghi        |
| Orazio                   | Bill Farmer          | Luigi Rosa          |
| Clarabella               | April Winchell       | Emanuela Baroni     |
| Narratore                | ?                    | Paolo Marchese      |
| Spirito di Rifiutolandia | Corey Burton         | Paolo Marchese      |
| Gremlin Prescott         | Dominic Keating      | Christian Iansante  |
| Gremlin Furbetto         | ?                    | Luigi Scribani      |
| Gremlin Flynn            | ?                    | Giuseppe Ippoliti   |
| Gremlin Copernico        | ?                    | ?                   |
| Gremlin Blu              | Stephen Stanton      | Carlo Valli         |
| Gremlin Viola            | Dana Snyder          | Andrea Mete         |
| Gremlin Verde            | ?                    | Gianluca Crisafi    |
| Gremlin Stuffus          | ?                    | Sergio Lucchetti    |
| Gremlin Giallo           | ?                    | Lucio Saccone       |
| Gremlin Kip              | ?                    | Massimo Bitossi     |
| Gremlin Sparks           | James Patrick Stuart | Alberto Bognanni    |
| Seth                     | Jon Heder            | Domenico Maugeri    |
| Laralee                  | ?                    | Valeria Perilli     |
| Tommi                    | ?                    | Emanuela Damasio    |
| Timmi                    | ?                    | Silvia Barone       |
| Gimmi                    | ?                    | Ambrogio Colombo    |
| Moody                    | ?                    | Mirko Mazzanti      |
| Paulie                   | Stephen Stanton      | Raffaele Palmieri   |
| Adelle                   | ?                    | Giò Giò Rapattoni   |
| Bertrand                 | ?                    | Leslie La Penna     |
| Il merciaio              | ?                    | Roberto Gammino     |
| Il bue                   | ?                    | Saverio Indrio      |
| La maschera              | ?                    | Michele Kalamera    |
| Tedworth                 | ?                    | Marco Mete          |
| Gilda                    | ?                    | Davide Lepore       |
| Fantasma Ian             | ?                    | Roberto Stocchi     |
| Abe                      | ?                    | Luca Dal Fabbro     |
| Bue                      | ?                    | Saverio Indrio      |
| Mucca                    | ?                    | Laura Facchin       |
| Cagnetta                 | ?                    | Raffaela Castelli   |
| Capretta                 | ?                    | Laura Cosenza       |
| Caprone                  | ?                    | Stefano Crescentini |
| Cane                     | ?                    | Roberto Draghetti   |
| Spugna                   | ?                    | Enzo Avolio         |
| Barnacle Jones           | Fred Tatasciore      | Claudio Fattoretto  |
| Pat Scorbuto             | Stephen Stanton      | Pierluigi Astore    |
| Fineas                   | ?                    | Ivan Andreani       |
| Gilbert                  | ?                    | Fabrizio Vidale     |
| Rolly                    | ?                    | Dario De Grassi     |
| Greene                   | ?                    | Dario Penne         |
| Telefono                 | ?                    | Monica Bertolotti   |
| Becca                    | ?                    | Aurora Cancian      |
| Beluga Billy             | ?                    | Massimo Aresu       |
| Jack Kelly               | ?                    | Alessio Cigliano    |
| Damien Lupo di Mare      | ?                    | Francesco Meoni     |
| Tiki Sam                 | ?                    | Stefano Mondini     |
| Bertrand                 | ?                    | Leslie La Penna     |
| Metairie                 | Julianne Buescher    | Teresa Pascarelli   |
| Louis                    | ?                    | Emiliano Coltorti   |
| Dente Duro               | ?                    | Gerolamo Alchieri   |

## Contenuti extra
Nei contenuti extra è visibile in versione completa Danza degli scheletri, cortometraggio Disney del 1929, primo della serie delle Sinfonie allegre.

## Accoglienza
Il gioco ha ricevuto critiche miste, raggiungendo nella maggior parte dei casi a malapena la sufficienza.
Multiplayer.it assegna al titolo un voto pari a 6.8/10, lodando la caratterizzazione fantastica e artisticamente ispirata dei personaggi e delle ambientazioni, il multiplayer divertente e le molte cose da fare fra quest secondarie e raccolta di collezionabili. Critiche pesanti per l'intelligenza artificiale che guida Oswald in modalità giocatore singolo, definita "disarmante", dei problemi di telecamera e qualche sbavatura nel level design.
Spaziogames chiude la recensione con un 6/10, elogiando il prodotto come artisticamente molto ispirato, con qualche trovata interessante nel gameplay e nella struttura dei livelli, divertente se giocato in coppia, ma stroncandolo decisamente per l'intelligenza artificiale di Oswald (definita "atroce") senza opzioni di switch fra i due protagonisti, per alcuni gravi bug che ostacolano il prosieguo dell'avventura in giocatore singolo, per le meccaniche di gioco poco precise e una scarsa accessibilità per la difficoltà medio-alta.
Everyeye.it si pronuncia per un 6.5/10, sottolineando come il titolo sia artisticamente molto bello, ma tecnicamente crolli nella mediocrità. Se giocato in coppia la campagna risulta divertente, ma il potenziale del prodotto resta comunque inespresso.
IGN dà al gioco un 6/10, apprezzando il lato artistico e visivo e il multiplayer piacevole, ma stronca il lato tecnico sul fronte della telecamera, dell'intelligenza artificiale di Oswald e delle missioni ripetitive.